# Almandien

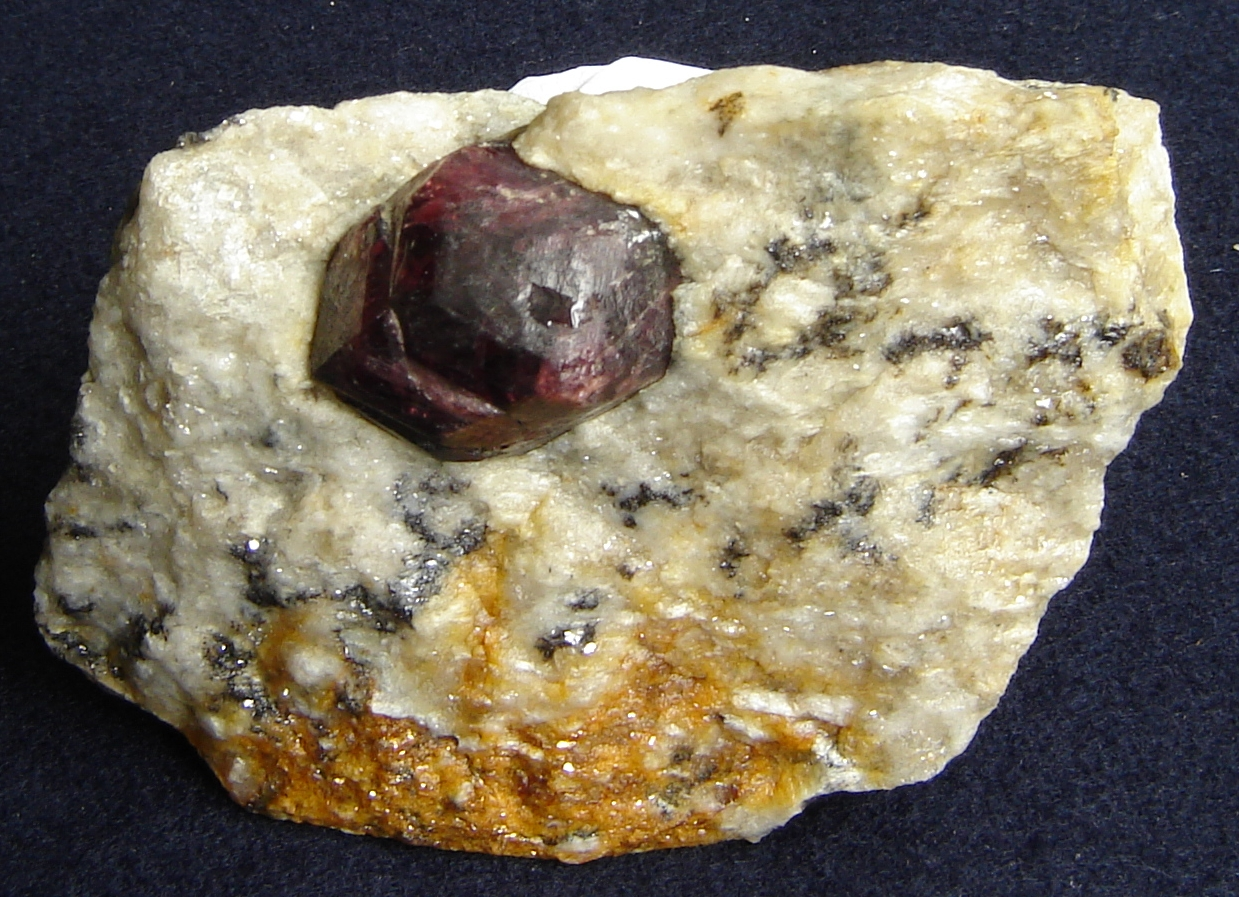
Almandien-kristal (3x3 cm) in een matrix van gneis

Het mineraal almandien of almandijn is een ijzer-aluminium-silicaat met de chemische formule Fe2+3Al2(SiO4)3. Het nesosilicaat behoort tot de granaatgroep.

## Eigenschappen
Het bruinrood tot roze, bruine of zwarte almandien heeft een glasglans, een witte streepkleur en het mineraal kent geen splijting. De gemiddelde dichtheid is 4,19 en de hardheid is 7 tot 8. Het kristalstelsel is isometrisch en het mineraal is niet radioactief.

## Naamgeving
Het mineraal almandien is genoemd naar de plaats waar het voor het eerst beschreven werd, Alabanda in Klein-Azië.

## Voorkomen
Zoals andere granaten, komt almandien voornamelijk voor in metamorfe en pegmatitische stollingsgesteenten. De typelocatie is Alabanda.